# 碱式硫酸铬
碱式硫酸铬（英語：Basic chromic sulfate），又稱硫酸羟铬、铬粉，是一種無機化合物，其化學式為Cr(OH)SO4，亦可以記為CrHO5S，由三价铬組成，主要用于鞣革工业。

## 性質
常溫下為無定形體，外觀為墨綠色粉末偶爾呈現片狀物，其顆粒在顯微鏡下能觀察到有其具有玻璃的結晶狀態。鹼式硫酸鉻易溶於水，不溶於醇。容易吸水而潮解。鹼式硫酸鉻有毒，食用有害。

## 製備
製備鹼式硫酸鉻有很多種方法，甚至可以用硫酸鉻加強鹼，如氫氧化鈉來獲得，但濃度很低沒有實用價值，一般工業上常以兩種方法製備鹼式硫酸鉻，有機還原法和二氧化硫還原法。
有機還原法一般使用蔗糖來還原六價的鉻離子，較常使用重鉻酸鹽來作為六價鉻的提供者，如重鉻酸鉀。反應的過程會因加入的是硫酸氫鹽或硫酸有所差別，但兩者皆有相同的生成物，鹼式硫酸鉻，副產物也相同，有硫酸鈉，水和二氧化碳。
使用硫酸氫鈉的反應機制如下:
8 Na2Cr2O7 + 48 NaHSO4 + C12H22O11 → 16 Cr(OH)SO4 + 32 Na2SO4 + 43 H2O + 12 CO2
使用硫酸的反應機制如下:
8 Na2Cr2O7 + 24 H2SO4 + C12H22O11 → 16 Cr(OH)SO4 + 8 Na2SO4 + 27 H2O + 12 CO2
兩者皆會生成硫酸鈉，可利用降低溫度造成溶解度差使硫酸鈉優先結晶來分離出鹼式硫酸鉻。

## 用途
鹼式硫酸鉻主要用于鞣革工业，也可用在陶瓷釉彩上。另外在印刷技術方面，鹼式硫酸鉻可以最為活性黑染料、绿色油墨。此望有些工業無機鉻化合物合成也會使用鹼式硫酸鉻作為原料之一，例如:生產氢氧化铬可以使用鹼式硫酸鉻作為原料。